# 4. Königlich Bayerische Division
Die 4. Division, für die Dauer des mobilen Verhältnisses auch als 4. Infanterie-Division bezeichnet, war ein Großverband der Bayerischen Armee.

## Geschichte
Der Großverband wurde am 27. November 1815 als Infanterie-Division des Generalkommandos Würzburg gebildet. Das Kommando stand bis zur Auflösung 1919 in Würzburg.

### Deutscher Krieg
Während des Krieges gegen Preußen nahm die Division am 4. Juli 1866 am Gefecht bei Roßdorf sowie am 26. Juli 1866 am Gefecht bei Roßbrunn teil.

### Deutsch-Französischer Krieg
Im Krieg gegen Frankreich kam der Großverband in den Schlachten bei Weißenburg (4. August), Wörth (6. August), Sedan (1. September) sowie vom 19. September 1870 bis zum 28. Januar 1871 bei der Einschließung und Belagerung von Paris zum Einsatz.

### Erster Weltkrieg
Die Division wurde zu Beginn des Ersten Weltkrieges im Rahmen der 6. Armee an der Westfront eingesetzt.

#### Gefechtskalender

##### 1914
- 8. bis 19. August – Grenzschutzgefechte in Lothringen
- 20. bis 22. August – Schlacht in Lothringen
- 22. August bis 14. September – Schlacht bei Nancy-Épinal
- 23. September bis 6. Oktober – Schlacht an der Somme
- 7. bis 10. Oktober – Stellungskämpfe westlich St. Quentin
- 13. Oktober bis 13. Dezember – Stellungskämpfe in Flandern und Artois
  - 30. Oktober bis 24. November – Schlacht bei Ypern
- 14. bis 24. Dezember – Schlacht in Französisch-Flandern
- ab 25. Dezember – Stellungskämpfe in Flandern und Artois

##### 1915
- bis 8. Mai – Stellungskämpfe in Flandern und Artois
- 9. Mai bis 23. Juli – Frühjahrsschlacht bei La-Bassée und Arras
- 24. Juli bis 24. September – Stellungskämpfe in Flandern und Artois
- 25. September bis 13. Oktober – Herbstschlacht bei La Bassée und Arras
- ab 14. Oktober – Stellungskämpfe in Flandern und Artois

##### 1916
- bis 23. Juni – Stellungskämpfe in Flandern und Artois
- 24. Juni bis 7. Juli – Erkundungs- und Demonstrationsgefechte der 6. Armee im Zusammenhang mit der Schlacht an der Somme
- 7. Juli bis 24. August – Stellungskämpfe in Flandern und Artois
- 24. August bis 18. September – Schlacht an der Somme
- ab 19. September – Stellungskämpfe in Flandern und Artois

##### 1917
- bis 27. Mai – Stellungskämpfe in Flandern und Artois
- 27. Mai bis 12. Oktober – Schlacht in Flandern
  - 7. Juni – Schlacht bei Wytschaete und bei Messines am Wytschaete-Bogen
- ab 12. Oktober – Kämpfe bei Remenauville, Regniéville und Fey-en-Haye

##### 1918
- bis 6. April – Kämpfe bei Remenauville, Regnieville und Fey-en-Haye
- 14. bis 15. April – Schlacht bei Armentieres
- 15. bis 29. April – Schlacht um den Kemmelberg
- 15. April bis 18. August – Stellungskrieg in Flandern
- 21. August bis 2. September – Schlacht bei Monchy-Bapaume
- 9. bis 27. September – Stellungskrieg in Flandern
- 26. September bis 3. Oktober – Abwehrschlacht in der Champagne und an der Maas
- 10. bis 12. Oktober – Kämpfe vor der Hundings- und Brunhild-Front
- 13. bis 17. Oktober – Kämpfe an der Aisne und Aire
- 18. bis 23. Oktober – Schlacht bei Vouziers
- 24. bis 31. Oktober – Kämpfe an der Aisne und Aire
- 4. bis 12. November – Grenzschutz in Südbayern und Tirol

## Gliederung

### Friedensgliederung 1914
1914 war die Division Teil des II. Armee-Korps.
- 7. Infanterie-Brigade in Würzburg
- 8. Infanterie-Brigade in Metz
- 2. Jägerbataillon in Aschaffenburg
- 4. Kavallerie-Brigade in Bamberg
- 4. Feldartillerie-Brigade in Würzburg

### Kriegsgliederung vom 2. August 1914
- 7. Infanterie-Brigade
  - 5. Infanterie-Regiment „Großherzog Ernst Ludwig von Hessen“
  - 9. Infanterie-Regiment „Wrede“
  - 2. Jägerbataillon
- 5. Reserve-Infanterie-Brigade
  - Reserve-Infanterie-Regiment 5
  - Reserve-Infanterie-Regiment 8
- 5. Chevaulegers-Regiment „Erzherzog Friedrich von Österreich“
- 4. Feldartillerie-Brigade
  - 2. Feldartillerie-Regiment „Horn“
  - 11. Feldartillerie-Regiment
- 2. Kompanie/2. Pionierbataillon

### Kriegsgliederung vom 4. Januar 1918
- 7. Infanterie-Brigade
  - 5. Infanterie-Regiment „Großherzog Ernst Ludwig von Hessen“
  - 9. Infanterie-Regiment „Wrede“
  - Reserve-Infanterie-Regiment 5
  - 5. Eskadron/3. Chevaulegers-Regiment „Herzog Karl Theodor“
- Bayerischer Artillerie-Kommandeur Nr. 4
  - 2. Feldartillerie-Regiment „Horn“
- 8. Pionierbataillon
- Bayerischer Nachrichten-Kommandeur Nr. 4

## Kommandeure
| Dienstgrad      | Name                                      | Datum                                       |
| --------------- | ----------------------------------------- | ------------------------------------------- |
| Generalleutnant | Maximilian von Zandt                      | 22. August 1836 bis 31. März 1848           |
| Generalleutnant | Karl Theodor von Thurn und Taxis          | 01. April bis 30. November 1848             |
| Generalleutnant | Johann Damboer                            | 01. Dezember 1848 bis Oktober/November 1853 |
| Generalleutnant | Anton von der Mark                        | 000November 1853 bis 31. Juli 1856          |
| Generalleutnant | Friedrich von Flotow                      | 01. August 1856 bis 22. Februar 1861        |
| Generalleutnant | Jakob von Hartmann                        | 23. Februar 1861 bis 7. Januar 1869         |
| Generalleutnant | Friedrich von Bothmer                     | 08. Januar 1869 bis 23. April 1873          |
| Generalleutnant | Karl von Dietl                            | 24. April 1873 bis 19. April 1875           |
| Generalleutnant | Karl von Horn                             | 25. April 1875 bis 15. Juni 1881            |
| Generalleutnant | Adolf von Heinleth                        | 16. Juni 1881 bis 13. Mai 1885              |
| Generalleutnant | Karl von Freyberg-Eisenberg               | 14. Mai 1885 bis 7. März 1889               |
| Generalleutnant | Christoph von Godin                       | 08. März 1889 bis 17. August 1891           |
| Generalleutnant | Heinrich von Nagel zu Aichberg            | 18. August 1891 bis 24. Oktober 1897        |
| Generalleutnant | Theodor von Bomhard                       | 25. Oktober 1897 bis 25. Januar 1901        |
| Generalleutnant | Maximilian Gerstner                       | 26. Januar 1901 bis 22. Oktober 1903        |
| Generalleutnant | Alfred Eckbrecht von Dürckheim-Montmartin | 23. Oktober 1903 bis 17. November 1908      |
| Generalleutnant | Karl von Fasbender                        | 18. November 1908 bis 21. März 1912         |
| Generalleutnant | Maximilian von Montgelas                  | 22. März 1912 bis 5. November 1914          |
| Generalleutnant | Ernst von Schrott                         | 05. November 1914 bis 28. Oktober 1916      |
| Generalmajor    | Franz von Bayern                          | 26. Oktober 1916 bis November 1918          |